# نوريا أورتيز
نوريا أورتيز (بالإسبانية: Nuria Ortíz)‏ هي لاعبة رماية مكسيكية، ولدت في 19 أبريل 1945.

## وصلات خارجية
- نوريا أورتيز على موقع أوليمبيديا (الإنجليزية)